# Faure Island
Faure Island är en ö i Shark Bay i Australien.   Den ligger i delstaten Western Australia, i den västra delen av landet, 3 500 km väster om huvudstaden Canberra. Arean är 53 kvadratkilometer.
Terrängen på Faure Island är mycket platt. Öns högsta punkt är 34 meter över havet. Den sträcker sig 10,8 kilometer i nord-sydlig riktning, och 7,2 kilometer i öst-västlig riktning.